# Jardim da Quinta dos Azulejos
O Jardim da Quinta dos Azulejos é um jardim localizado em Lumiar, em Lisboa.